# Samatan
Samatan é uma comuna francesa na região administrativa da Occitânia, no departamento de Gers. Estende-se por uma área de 33.53 km², e possui 2.311 habitantes, segundo o censo de 2018, com uma densidade de 69 hab/km².